# Panamabrug
De Panamabrug (brug 1965) is een bouwkundig kunstwerk in Amsterdam-Oost.
De brug dateert uit de periode eind jaren negentig. De Amsterdam wilde een verbinding tussen de Piet Heinkade en de Zeeburgerdijk. Plannen waren er al sinds 1990, maar de gemeente werd door de rechter teruggefloten. In een motie in de gemeenteraad was namelijk afgesproken dat de Zeeburgerdijk vooral geen drukke uitvalsweg mocht worden vanuit het centrum naar de Rijksweg 10 (Ringweg Amsterdam). Er werd een actiecomité opgericht om de gemeente aan haar afspraak te houden; ondertussen was ze wel al begonnen met de aanleg van de bruggen. De drukke verkeersroute zou uiteindelijk gelegd worden via de Piet Heintunnel (het verkeer van de Zeeburgerdijk werd daarnaartoe geleid), maar ook hier werd tegen geprotesteerd. Protesten hielden aan ook nadat aan de bouw begonnen was.
De Panamalaan, in het begin nog Panamaweg genoemd, werd uiteindelijk toch aangelegd als verbinding tussen het Rietlandpark (het verkeersknooppunt met de Piet Heinkade en – tunnel) en Zeeburgerdijk. Over de Nieuwevaart en het Lozingskanaal waren bruggen noodzakelijk. Het architectenbureau van Hans van Heeswijk ontwierp deze bruggen en ook een aantal gebouwen aan de Panamalaan alsmede de sneltramhalte Rietlanden. Opvallend zijn de naar binnen staande leuningen en lantaarns.
De brug, samen met brug 1966 in het begin Panamabruggen genoemd, is indirect vernoemd naar het Panamakanaal. De brug is vernoemd naar de Panamalaan, die op zich weer is vernoemd naar de nabijgelegen Panamakade in het Oostelijk Havengebied, die al in 1915 haar naam kreeg. Het kanaal was toen net geopend.  

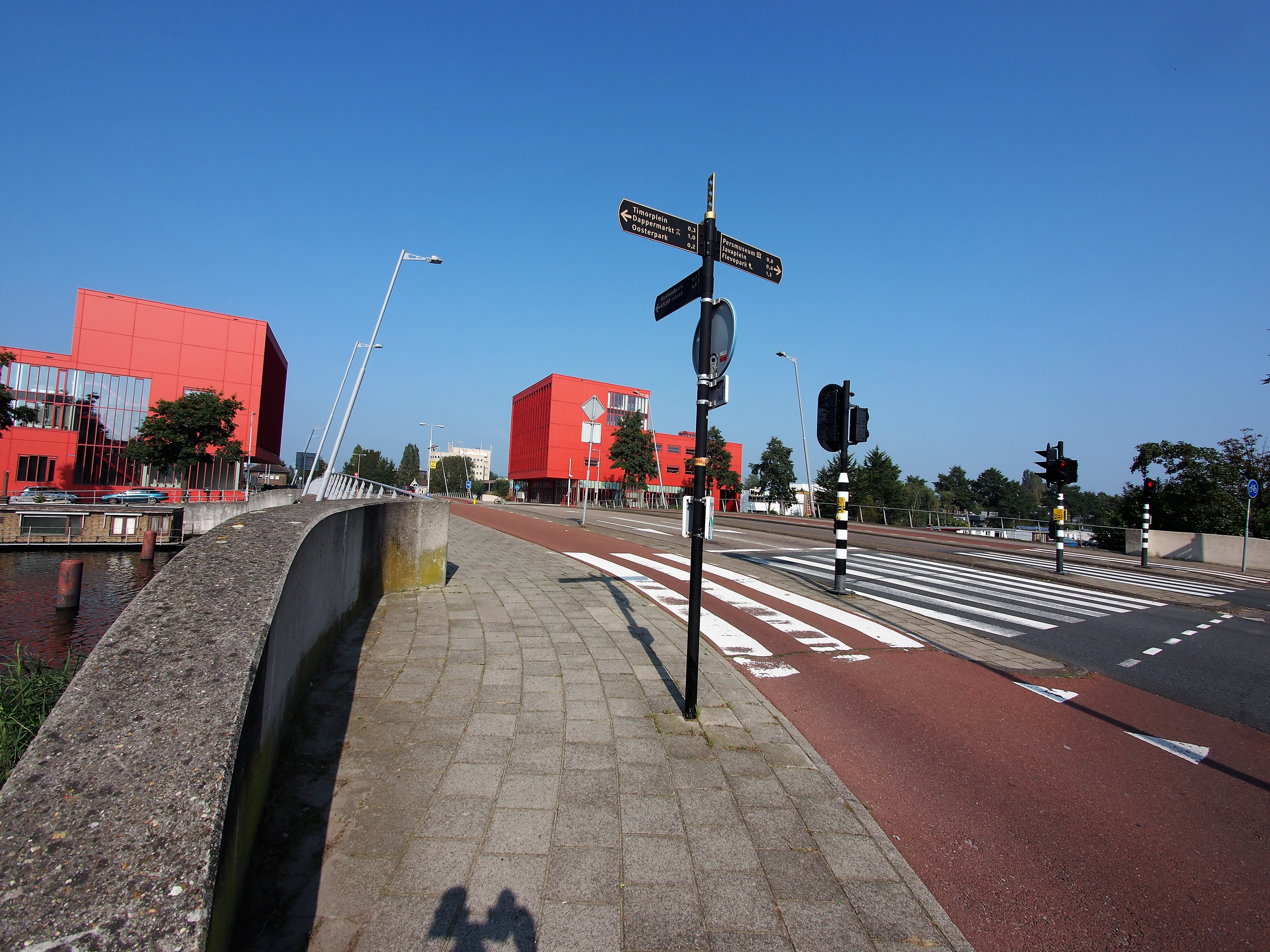
De naar binnengeplaatste lantaarns (2017)